# Communauté de communes du pays d’Heuchin
Die Communauté de communes du pays d'Heuchin ist ein ehemaliger französischer Gemeindeverband (Communauté de communes) im Département Pas-de-Calais und der Region Nord-Pas-de-Calais. Er wurde am 24. Dezember 1993 gegründet. Der Gemeindeverband fusionierte 2013 mit der Communauté de communes du Saint-Polois und bildete damit die neue Communauté de communes des Vertes Collines du Saint-Polois.

## Mitglieder
1. Anvin
2. Bergueneuse
3. Boyaval
4. Eps
5. Équirre
6. Érin
7. Fiefs
8. Fleury
9. Fontaine-lès-Boulans
10. Heuchin
11. Lisbourg
12. Monchy-Cayeux
13. Prédefin
14. Teneur
15. Tilly-Capelle

## Quelle
- Le SPLAF - (Website zur Bevölkerung und Verwaltungsgrenzen in Frankreich (frz.))